# Gimnasio cubierto Fenelón Díaz
El gimnasio cubierto Fenelón Díaz es un pabellón o gimnasio cubierto multiusos, ubicado en la ciudad de Punto Fijo específicamente en las áreas de la urbanización Jorge Hernández del sector Banco Obrero del municipio Carirubana del estado Falcón. Con una capacidad aproximada de 2000 espectadores, es la sede de Héroes de Falcón, perteneciente a la Superliga Profesional de Baloncesto.
El recinto también es utilizado para los torneos y partidos del fútbol sala

## Historia
Inaugurado el 3 de febrero de 1976, el recinto lleva el nombre del atleta internacional de lucha olímpica Fenelon Díaz. Anteriormente el gimnasio fue sede de Caciques de Falcón, pertenecientes a la Liga Nacional de Baloncesto de Venezuela.